# Pablo José Meza
Pablo José Meza (Argentina, 1974) és un guionista, productor i director de cinema argentí. De 194 a 1997 va estudiar direcció de cinema a la Universitat de Cinema de Buenos Aires alhora que va estudiar guió amb Martín Salinas i Jorge Goldenberg i treballava com a productor de programes de televisió i director de fotografia. Des del 1999 començà a dirigir i el 2000 va estrenar el seu primer llargmetratge Buenos Aires 100 kilómetros, pel qual va rebre nombrosos premis.

## Filmografia
- Herencia (2001) com a director adjunt
- Buenos Aires 100 kilómetros (2004)
- La vieja de atrás (2010)
- Las Ineses (2016)

## Premis
Amb Buenos Aires 100 kilómetros va guanyar el premi a la millor opera prima i el premi especial del jurat al Festival de Cinema Iberoamericà de Huelva, premi a la millor pel·lícula i al millor guió a l'XI Mostra de Cinema Llatinoamericà de Lleida El 2010 va guanyar el Kikito d'Or al Festival de Cinema de Gramado per La vieja de atrás.